# Messier 67
Messier 67 (auch als NGC 2682 bezeichnet) ist ein +6,9 mag heller offener Sternhaufen mit einer Winkelausdehnung von 30' im Sternbild Krebs. Der Sternhaufen ist mit etwa 500 Mitgliedern äußerst reich und leicht mit einem Feldstecher zu finden.
Wissenschaftlich zählt Messier 67 zu einem der am gründlichsten untersuchten Sternhaufen. Der Grund dafür liegt in seinem – für offene Sternhaufen – ungewöhnlich hohen Alter, das auf 3,5 bis 5 Milliarden Jahren geschätzt wird. Nach neusten Erkenntnissen liegt es bei etwa 4 Milliarden Jahren. Erkennbar ist dies an der Lage des so genannten Abzweigepunktes im Farben-Helligkeits-Diagramm: der Haufen enthält keine Hauptreihensterne vom Spektraltyp F oder heißer und die hellsten Sterne des Haufens sind allesamt Überriesen. Der Haufen enthält fast 200 nachgewiesene weiße Zwerge, über 100 sonnenähnliche Sterne und viele rote Riesen. Auch die Metallizität der Mitglieder des Haufens deuten auf ein Alter der Sterne, das vergleichbar mit dem unserer Sonne ist.
Viele wissenschaftliche Untersuchungen konzentrieren sich auf die Entwicklung der Sterne, da alle Mitglieder von Messier 67 fast zeitgleich entstanden sind und die gleiche Entfernung zum Beobachter auf der Erde haben. Eine kleine Zahl von blauen Nachzüglern (Blue Straggler) sind die einzige Ausnahme und ihr Ursprung ist noch nicht völlig geklärt.